# Alphonse Subtil
Léon-Alphonse Subtil, né le 22 février 1887 à Saint-Gervais (Val-d'Oise) et mort le 11 mars 1966 à Saint-Gervais, est un enseignant et historien régional français.

## Éléments biographiques
- Scolarité. Au sortir de l’école publique de Saint-Gervais, il passe plusieurs années au collège de Pontoise, puis, attiré par l’enseignement, passe par l’École primaire supérieure de Gisors, pour entrer, en 1904, à l’École normale d’Évreux et en sortir dans l’enseignement à Évreux en 1907.
- Enseignement. Il est professeur adjoint à l’École primaire supérieure de Gisors et pendant quatorze ans instituteur à Autheuil, dans l’Eure, pour terminer sa carrière professorale comme directeur de cours complémentaire, d’abord à Pacy-sur-Eure de 1933 à 1935 et enfin aux Andelys de 1935 à 1941. Il prend sa retraite en 1941.
- Période de l’Occupation. Victime, d’abord, de l’incendie des Andelys en 1940, qui brûle sa bibliothèque de 2000 volumes, puis de l’occupation allemande et de ses brimades, il fait face stoïquement à l’adversité et prend alors une part active à la Résistance, sous le pseudonyme de l’Ermite.
- Recherche historique. Il publie de nombreux articles dans la presse locale et régionale : La Dépêche de Louviers (avant 1939), Paris-Normandie, Le Courrier de Mantes. Il est membre de plusieurs sociétés savantes :
  - à partir de 1941, la Société Historique et Archéologique de l’arrondissement de Pontoise et du Vexin ; il en devient membre du Conseil d’Administration en 1956.
  - à partir de 1951, la Société Historique et Archéologique Les Amis du Mantois ; il en devient membre du Comité en 1958.
  - à partir de 1956, la Commission des Antiquités et Arts de Seine-et-Oise.
  - et d’autres : Les Amis de Gisors, le Centre de Recherches Archéologiques du Vexin français, la Société Folklorique de l’Île-de-France, la Société normande d’Études préhistoriques de Rouen, la Société française des historiens locaux de Paris, le Comité d’Études des documents économiques de la Révolution française, etc.
- Engagement public. Après la victoire, il retrouve la place légitime qui lui revient et il est choisi par ses concitoyens comme maire de Saint-Gervais (Val-d'Oise) de 1945 à 1947.

## Publications

### Travaux publiés dansLa Dépêche de Louviers
Dès les années 1928-1933, il publie dans La Dépêche de Louviers, de nombreux articles d’histoire locale.

### Travaux présentés à la sociétéLes Amis du Mantois
Les principaux travaux d’Alphonse Subtil présentés à la Société Historique et Archéologique « Les Amis du Mantois », et publiés dans Le Mantois, bulletin de cette société.
- 1951 : Notes sur la préhistoire du Vexin. Le Musée de Montreuil-sur-Epte.
- 1953 : Un guérisseur célèbre du Vexin, Christophe Ozanne et ses malades de belle humeur.
- 1955 : Mon ami l’Abbé Verdière, curé de Saint-Gervais en 1789.
- 1957 : La Vie à la prison de Mantes en 1794 d’après les mémoires et confessions de l’Abbé Verdière.
- 1959 : Histoire des chemins de fer dans la région mantaise.
- 1960 : Un voyage de Paris à Rouen en 1843.
- 1962 : La Bibliothèque Didot à Saint-Cyr-en-Arthies.
- 1963 : Le Brigandage dans le Vexin pendant la période révolutionnaire.
- 1964 : La Chouannerie dans le Vexin.

### Travaux présenté à la Société Historique et Archéologique de l’arrondissement de Pontoise et du Vexin
Les principaux travaux d’Alphonse Subtil présentés à la Société Historique et Archéologique de l’arrondissement de Pontoise et du Vexin, et publiés dans les Mémoires et les Bulletins de cette société.
- 1955 : La fabrication du pain dans le Vexin.
- 1956 : Quelques aspects de la littérature révolutionnaire, de 1789, dans le Vexin.
- 1957 : Le Folklore du pain dans le Vexin.
- 1958 : Henri Monnier (1799-1877).
- 1961 : Qu’est devenue la chapelle du château des Boves.
- 1962 : La Chaire à prêcher de Saint-Gervais.
- 1964 : Le Mystère à Gisors.
- 1965 : Quand M. le Maire de Magny rendait lui-même la justice en 1812 et ce qu’il en advint

### Travaux présentés au Congrès National des Sociétés Savantes
- 1956 : Règlementation de la distribution des grains avant et sous le régime du maximum et pendant les disettes de l’An III et de l’An IV,.
- 1964 : Une école d’enseignement secondaire à Saint-Gervais (S.-et-O) : la Petite Chartreuse (1796-1817)
- 1964 : La première fête civique de la Société populaire de Magny, en janvier 1794.

### Autres travaux
- 1932 : Chronique du temps passé, Évreux.
- 1957 : Histoire de l’hôpital de Magny.
- (projet presque terminé en 1966). Monographie de l’église de Saint-Gervais.

## Distinctions

### Décorations
- Officier de l'Instruction publique (1949).
- Chevalier de l'ordre du Mérite agricole (1956).

### Hommage
- Une rue de Magny-en-Vexin porte son nom.